# Książka japońska
Rozwój książki japońskiej jest ściśle powiązany z książką chińską, to z Chin właśnie pochodziły zarówno sposób wytwarzania papieru, pierwsze formy książki, system pisma oraz metody druku, jak i najczęściej buddyjskie treści pierwszych książek.

## Forma książki
Chińska kaligrafia na kościach i szylkretach datuje się na XVIII-XII w. p.n.e. Według legend chińskie pismo zostało wynalezione przez Cangjie, którego zainspirowały tropy zwierząt i ślady ptasich pazurów na piasku. Adaptacja chińskich znaków w Japonii, kanji (漢字), rozpoczęła się pod koniec IV w. Do VII w. wielu japońskich uczonych – przede wszystkim mnichów buddyjskich – podróżowało do Chin, co znacznie przyspieszyło zadomowienie się tego pisma w ich ojczyźnie. Ostatecznie kanji, dzięki temu, że były narzędziem przybywającego na wyspy chińskiego buddyzmu, stały się oficjalnym systemem pisma w Japonii.
Papier pojawił się w Chinach około II w. n.e. – tysiąc lat przed pojawieniem się w Europie. Również bardzo wcześnie, bo już w 686 r., Chińczycy zaczęli stosować drzeworyty, w tym czasie pojawiły się pierwsze drukowane zwoje. W Japonii zwój (kansubon 巻子本) pojawił się w V w. i aż do X w. był dominującą formą książki. Był bardzo podobny do europejskiego, składał się z wielu łączonych za pomocą kleju arkuszy.
Forma zwoju miała wiele wad:
- papier jest podatny na uszkodzenia spowodowane ciągłym rozwijaniem i zwijaniem
- do odszukania potrzebnego fragmentu trzeba przewijać cały zwój
- ilość informacji, którą można zawrzeć w jednym zwoju, jest ograniczona

W czasie gdy europejscy introligatorzy ominęli wady zwoju, tworząc kodeks, Japończycy zastosowali rozwiązanie pośrednie – książkę w postaci harmonijki (orihon 折本).
Kolejną formą już przypominającą kodeks była książka motylkowa (detchōsō 粘葉装). Tworzyło się ją przez zagięcie arkusza papieru w połowie, otrzymując w ten sposób cztery nadające się do zapełnienia strony. Wiele takich arkuszy łączono na grzbietach klejem, tworząc książkę. Jako kleju używano mieszanki mączno-tłuszczowej, która była bardzo podatna na ataki insektów. Dało to impuls do stworzenia według tych samych zasad książki szytej (tetsuyōsō / tetchōsō 綴葉装 albo retchōsō 列帖装). Była to pierwsza japońska forma książki, która nie znajdowała odpowiednika wśród książek chińskich.
W XIV w. wszystkie te formy zostały zastąpione przez książkę o łączeniu kieszeniowym (fukuro-toji 袋綴じ). Forma ta powstała z myślą o książce drukowanej. Książki tego typu również składały się ze zgiętych w połowie kart, jednak karty te w przeciwieństwie do detchōsō i retchōsō były zszywane ze sobą nie przy grzbietach zagięcia, lecz po stronie przeciwnej. Otrzymywano w ten sposób ze zgiętego arkusza jedynie dwie nadające się do zadrukowania strony, eliminowało to problematyczne drukowanie dwustronne. Przez wieki była to najbardziej typowa dla Japonii forma książki, przyjmuje się, że w ten sposób było wykonanych 90% japońskich książek okresu Edo (1600-1867).
Rozwój książek w Japonii był ściśle związany z drukarstwem, w którym praktyczny monopol sprawowali mnisi buddyjscy. Przed rokiem 1600 większość książek była treści religijnej – pierwszymi były ksylograficznie wydrukowane buddyjskie mantry.
W późniejszym okresie Edo znacznie upowszechniła się wśród ludności umiejętność czytania, przemysł papierniczy rozkwitł, powstało wiele drukarni. Powstawały książki z zakresu filozofii i nauk przyrodniczych oraz powieści i książki obrazkowe.
W okresie Meiji (1868–1912) zaczęła do Japonii wkraczać zachodnia technologia drukarska. Ruchome, metalowe czcionki potrzebowały innego materiału niż przy zastosowaniu tradycyjnych japońskich metod. W przypadku matryc w postaci drewnianych bloków, używano ręcznie wytwarzanego, grubego, drukowanego jednostronnie, miękkiego, bardzo chłonnego papieru. Papier ten nie nadawał się do druku przy użyciu zachodnich maszyn, nowe metody wymagały twardego, przemysłowo wytwarzanego papieru. Bardzo szybko tradycyjna japońska książka, fukuro-toji, została zastąpiona przez typową zachodnią książkę składkową.